# Kejserørn
Kejserørnen (Aquila heliaca) er en ørn, der er meget lig kongeørnen, men en lille smule mindre med en længde på 80 cm og et vingefang på cirka to meter. Den lever i det sydøstlige Europa, Mellemøsten og Centralasien. Den optræder med års mellemrum som en gæst i Danmark.
Den spanske kejserørn (Aquila adalberti), som lever i Spanien og Portugal, har tidligere været klassificeret som en underart, hvor navnet kejserørn har været brugt om begge taxon, men nu betragtes de som særskilte arter på grund af væsentlige forskelle i morfologi, økologi, og molekylære karakteristika.